# Облога Самарії

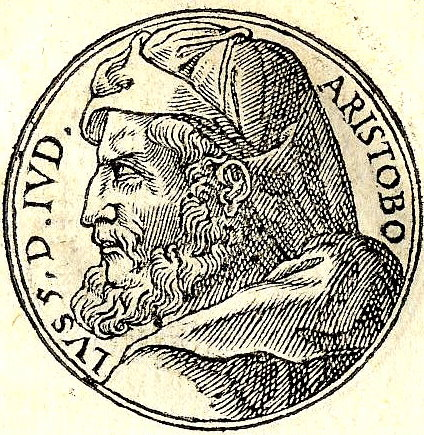
Арістобул, який був одним з двох юдейських командувачів при облозі Самарії

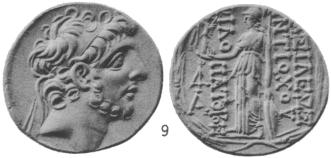
Антіох IX, котрий намагався прийти на допомогу обложеним

Облога Самарії — бойові дії Хасмонеїв у 108—107 рр. н. е. по оволодінню містом Самарія. Складова частина процесу відродження юдейської держави, котре стало можливим в умовах занепаду елліністичної держави Селевкідів.
В 141 р. до н. е. звільненням єрусалимської фортеці від залоги Селевкидів завершився перший етап боротьби юдеїв за відновлення своєї держави. Тепер головною ціллю для наступу Хасмонеїв стали численні елліністичні міста, розкидані по території стародавнього Ізраїльського царства. Зокрема, північніше від Юдеї знаходились землі самаритян — потомків азійських племен, переселених сюди ассирійськими завойовниками. Ця етно-релігійна спільнота мала запозичені від юдеїв вірування, проте поряд з єрусалимським храмом пошановувала і своє святилище на горі Герезим.
Після початку у 114 р. до н. е. чергової міжусобної війни в державі Селевкидів юдейський провідник Йоханнан Гіркан здійснив серію походів проти оточуючих народностей та міст, зокрема, оволодів південною Самарією та зруйнував герезимський храм. Чи одразу після цього, чи через декілька років об'єктом атаки стало розташоване на півночі області місто Самарія. Останні виявлені під час його розкопок монети датуються 112/111 р. до н. е., а найпізнішою датою для цих подій вважають 107 р. до н. е., коли був позбавлений престолу єгипетський цар Птолемей IX, відносно якого зафіксована участь у самарійських подіях.
Безпосереднє командування облогою здійснювали сини Йоханнана Гіркана Арістобул та Антигон. Місто обвели ровом та подвійною стіною, котрі мали гарантовано запобігти сполученню самарійців із зовнішнім світом.
На відміну від багатьох інших випадків нападу юдеїв на палестинські міста, котрі зазвичай полишались один-на-один з ворогом, Самарії намагався прийти на допомогу один з претендентів на престол Селевкідів Антіох IX Кізікен. Проте він зазнав поразки від Арістобула, після чого був вимушений відступити до Скіфополіса під тиском з'єднаних загонів обох синів Гіркана. Тоді Антіох IX звернувся за допомогою до єгипетського царя Птолемея IX Лафура та отримав від того 6 тисяч воїнів. Кізікен став спустошувати юдейські володіння, розраховуючи тим самим змусити ворога зняти облогу, проте через засідку втратив значну частину свого війська. За цим він сам вирушив до Фінікії, доручивши проведення подальших операцій своїм воєначальникам Каллімандру та Епікрату. Перший діяв сміливо, проте зазнав поразки і загинув, тоді як підкуплений Епікрата не лише не допоміг Самарії, але й здав Скіфополіс.
Мешканці міста потрапили у скрутну ситуацію та старшенно страждали від голоду. У підсумку після року облоги війська Йоханнана узяли місто. Йосип Флавій зазначає, що воно було повністю знищене за наказом юдейського правителя, проте результати розкопок, котрі відкрили сліди руйнації, показують певне перебільшення з боку Флавія.  
Також можливо відзначити, що подання Птолемеєм Лафуром допомоги Кізікену спровокувало загострення відносин між єгипетським царем та його царицею-матір'ю Клеопатрою III, котра у 107 р. до н. е. змогла позбавити старшого сина престола та звести на нього молодшого Птолемея X Александра.